# Ohrbüschelmoho
Der Ohrbüschelmoho (Moho bishopi), Molokaʻi ʻŌʻō oder Molokai-Krausschwanz ist ein ausgestorbener Singvogel aus der Gattung der Krausschwänze. Walter Rothschild benannte ihn nach Charles Bishop, dem Gründer des Bishop Museums.

## Beschreibung
Der Ohrbüschelmoho erreichte eine Länge von 29 cm. Der Schwanz war etwa 10 cm lang. Das Gefieder war überwiegend schwarz, am Kinn, unter den Flügeln und den Unterschwanzdecken befanden sich gelbe Federbüschel.

## Verbreitung
Er war endemisch in den Bergwäldern im Osten der hawaiischen Insel Molokaʻi. Subfossile Knochenfunde gibt es auch von der Insel Maui.

## Lebensweise
Über seine Lebensweise ist nur wenig bekannt. Soviel man weiß, ernährte er sich von Nektar und bevorzugte Blüten der Glockenblumengewächse.

## Aussterben
Die Gründe für sein Aussterben waren Lebensraumzerstörung durch Waldrodung, die Nachstellung durch eingeführte Säugetiere sowie Seuchen, die durch Moskitos eingeschleppt wurden. 1904 wurde er zuletzt durch den Ornithologen George Campbell Munro nachgewiesen. 1915 ging Munro einzelnen Berichten aus der Gegend des Wailau Trails nach, er konnte jedoch kein Exemplar mehr finden. 1981 soll es eine Sichtung auf Maui gegeben haben, die allerdings nie bestätigt wurde.